# Jean-Louis Leca
Jean-Louis Leca (Bastia, 21 de setembro de 1985) é um futebolista profissional francês que atua como goleiro.

## Carreira
Jean-Louis Leca começou a carreira no Bastia.